# María José Besora
María José Besora Villanueva (Algezares (Murcia), 12 de mayo de 1975) es una modelo y actriz española, ganadora de Miss España 1998.

## Biografía
María José Besora fue coronada Miss España el 1 de marzo de 1998 en Roquetas de Mar (Almería). Posteriormente participó en el certamen Miss Universo 1998.
Tras finalizar su reinado como Miss España, trabajaría de modelo y en televisión en los programas La hora de José Mota (2009), Humor se escribe con h (2000) y Splunge (2005).

## Sucesión de Miss España
| Predecesor: Inés Sainz | Miss España 1998 | Sucesor: Lorena Bernal |